# Laverdines
Laverdines ist eine Ortschaft und eine ehemalige französische Gemeinde mit 36 Einwohnern (Stand: 1. Januar 2019) im Département Cher in der Region Centre-Val de Loire. Sie gehörte zum Arrondissement Bourges und zum Kanton Avord (bis 2015: Kanton Baugy).
Mit Wirkung vom 1. Januar 2019 wurden die ehemaligen Gemeinden Baugy, Laverdines und Saligny-le-Vif zur namensgleichen Commune nouvelle Baugy zusammengeschlossen und haben in der neuen Gemeinde der Status einer Commune déléguée. Der Verwaltungssitz befindet sich im Ort Baugy.

## Geografie
Laverdines liegt in der Landschaft Berry etwa 27 Kilometer ostsüdöstlich von Bourges am Oberlauf des Flusses Craon. Umgeben wird Laverdines von den Nachbarorten Villequiers im Norden, Chassy im Osten, Nérondes im Süden, Bengy-sur-Craon im Südwesten sowie Saligny-le-Vif im Westen.

## Bevölkerung
| Jahr      | 1793 | 1800 | 1872 | 1906 | 1931 | 1936 | 1946 | 1954 | 1962 | 1968 | 1975 | 1982 | 1990 | 1999 | 2006 | 2013 |
| --------- | ---- | ---- | ---- | ---- | ---- | ---- | ---- | ---- | ---- | ---- | ---- | ---- | ---- | ---- | ---- | ---- |
| Einwohner | 197  | 210  | 245  | 272  | 198  | 186  | 153  | 125  | 93   | 102  | 58   | 58   | 47   | 43   | 43   | 52   |

## Sehenswürdigkeiten
- Kirche Saint-Sylvain
- Schloss Laverdines aus dem 19. Jahrhundert